# Мирновка
Ми́рновка (до 1948 года  Джургу́н-Ми́рновка, ранее Джургу́н; укр. Мирнівка, крымскотат. Cürgün, Джурьгюн) — село в Джанкойском районе Республики Крым, центр Мирновского сельского поселения (согласно административно-территориальному делению Украины — Мирновского сельского совета Автономной Республики Крым).

## Население
| 2001 | 2014  |
| ---- | ----- |
| 1483 | ↘1259 |

Всеукраинская перепись 2001 года показала следующее распределение по носителям языка
| Язык             | Процент |
| ---------------- | ------- |
| русский          | 51.45   |
| крымскотатарский | 31.63   |
| украинский       | 14.7    |
| другие           | 0.07    |

### Динамика численности
| - 1805 год — 113 чел. - 1864 год — 31 чел. - 1889 год — 159 чел. - 1892 год — 117 чел. - 1900 год — 136 чел. - 1911 год — 130 чел. | - 1915 год — 119/40 чел. - 1926 год — 277 чел. - 1939 год — 563 чел. - 1989 год — 1319 чел. - 2001 год — 1483 чел. - 2014 год — 1259 чел. |

## Современное состояние
На 2017 год в Мирновке числится 9 улиц и 1 переулок; на 2009 год, по данным сельсовета, село занимало площадь 143,1 гектара на которой, в 436 дворах, проживало более 1,4 тысяч человек. В селе действуют средняя общеобразовательная школа, Дом культуры, библиотека, ФАП, отделение Почты России, церковь Успения Пресвятой Богородицы. В центре села установлен памятник  в честь воинов-односельчан, сражавшихся на фронтах и павших в годы Великой Отечественной войны. На плитах мемориала выбиты фамилии 42 погибших.

## География
Мирновка — село в центре района, в степном Крыму, на впадающей в Сиваш речке Мирновка, высота центра села над уровнем моря — 12 м. Соседние сёла: Рысаково в 3 км на юг, (днепровка) Яркое в 2,5 км на запад и Дмитриевка в 3 км на восток. Расстояние до райцентра — около 10 километров (по шоссе), там же ближайшая железнодорожная станция. Транспортное сообщение осуществляется по региональной автодороге 35Н-173 Днепровка — Рысаково (по украинской классификации — С-0-10449).

## История
Первое документальное упоминание села встречается в Камеральном Описании Крыма… 1784 года, судя по которому, в последний период Крымского ханства Чуркун входил в Борулчанский кадылык Карасубазар ского каймаканства. После присоединения Крыма к России (8) 19 апреля 1783 года, (8) 19 февраля 1784 года, именным указом Екатерины II сенату, на территории бывшего Крымского Ханства была образована Таврическая область и деревня была приписана к Перекопскому уезду. После Павловских реформ, с 1796 по 1802 год, входила в Перекопский уезд Новороссийской губернии. По новому административному делению, после создания 8 (20) октября 1802 года Таврической губернии, Джургун был включён в состав Бозгозской волости Перекопского уезда.
По Ведомости о всех селениях в Перекопском уезде состоящих с показанием в которой волости сколько числом дворов и душ… от 21 октября 1805 года, в деревне Джуркин числилось 18 дворов и 113 жителей, исключительно крымских татар. На военно-топографической карте генерал-майора Мухина 1817 года деревня Юркун обозначена с 24 дворами. После реформы волостного деления 1829 года Джургун, согласно «Ведомости о казённых волостях Таврической губернии 1829 года» отнесли к Эльвигазанской волости. Затем, видимо, вследствие эмиграции крымских татар в Турцию деревня опустела и на карте 1836 года в деревне 3 двора, а на карте 1842 года Джургун обозначен условным знаком «малая деревня», то есть, менее 5 дворов.
В 1860-х годах, после земской реформы Александра II, деревню включили в состав Бурлак-Таминской волости. Согласно «Памятной книжке Таврической губернии за 1867 год», деревня стояла покинутая, ввиду эмиграции крымских татар, особенно массовой после Крымской войны 1853—1856 годов, в Турцию и её заселились украинцы из Полтавской и Киевской губерний. Согласно «Списку населённых мест Таврической губернии по сведениям 1864 года», составленному по результатам VIII ревизии 1864 года, Джоргун — уже владельческая русская деревня с 8 дворами и 31 жителем при колодцах. По обследованиям профессора А. Н. Козловского начала 1860-х годов, в селении «… нет ни колодцев, ни запруд, ни проточных вод», имелись только копани (выкопанная на месте с близким залеганием грунтовых вод яма) глубиной от 2 до 4 саженей (от 4 до 8 м) с пресной водой. На трёхверстовой карте Шуберта 1865—1876 года в деревне Джургун обозначено 3 двора, на хуторе Мирнова (назывался по фамилии владельца) — 6. По «Памятной книге Таврической губернии 1889 года», по результатам Х ревизии 1887 года, в деревне Мирновка, уже Ишуньской волости, числилось 26 дворов и 159 жителей.
После земской реформы 1890 года Джургун отнесли к Богемской волости. Согласно «…Памятной книжке Таврической губернии на 1892 год», в деревне, составлявшей Джургунское сельское общество, было 117 жителей в 20 домохозяйствах. В 1896 году Мирнов продал землю крымским немцам (это были лютеране и католики), основавшим колонию. По «…Памятной книжке Таврической губернии на 1900 год» в Джургуне (Мироновке) числилось 136 жителей в 26 дворе. Из энциклопедического словаря «Немцы России» известно, что в 1911 году в Джургунь-Мирновке всего было 130 жителей. По Статистическому справочнику Таврической губернии. Ч.II-я. Статистический очерк, выпуск пятый Перекопский уезд, 1915 год, в деревне Джургунь (она же Мироновка) Богемской волости Перекопского уезда числилось 23 двора (21 двор с землёй, 2 — безземельные) с немецким населением в количестве 119 человек приписных жителей и 40 — «посторонних», из которых 85 мужчин и 74 женщины. Жители владели 2325 десятинами удобной земли. В хозяйствах имелось 201 лошадь, 130 волов, 98 коров и 105 голов мелкого скота.
После установления в Крыму Советской власти, по постановлению Крымревкома от 8 января 1921 года № 206 «Об изменении административных границ» была упразднена волостная система и в составе Джанкойского уезда был создан Джанкойский район. В 1922 году уезды преобразовали в округа. 11 октября 1923 года, согласно постановлению ВЦИК, в административное деление Крымской АССР были внесены изменения, в результате которых округа были ликвидированы, основной административной единицей стал Джанкойский район и село включили в его состав. Согласно Списку населённых пунктов Крымской АССР по Всесоюзной переписи 17 декабря 1926 года, в селе Джургунь-Мирновка, Марьинского сельсовета Джанкойского района, числилось 53 двора, все крестьянские, население составляло 277 человек, из них 256 немцев, 9 чехов, 8 украинцев, 4 русских, действовала немецкая школа. Постановлением ВЦИК «О реорганизации сети районов Крымской АССР» от 30 октября 1930 года, был вновь создан Биюк-Онларский район, на этот раз — как немецкий национальный в который включили село, в том же году в селе был образован колхоз «Хлебоовощ». Время передачи обратно в Джанкойский район пока не установлено. По данным всесоюзной переписи населения 1939 года в селе проживало 563 человека.
Вскоре после начала Великой Отечественной войны, 18 августа 1941 года крымские немцы были выселены, сначала в Ставропольский край, а затем в Сибирь и северный Казахстан. После освобождения Крыма от фашистов в апреле, 12 августа 1944 года было принято постановление № ГОКО-6372с «О переселении колхозников в районы Крыма» и в сентябре 1944 года в район приехали первые новоселы (27 семей) из Каменец-Подольской и Киевской областей, а в начале 1950-х годов последовала вторая волна переселенцев из различных областей Украины. С 25 июня 1946 года Джургунь-Мирновка в составе Крымской области РСФСР. Указом Президиума Верховного Совета РСФСР от 18 мая 1948 года, Джургунь-Мирновку (встречались варианты Джургун и Мирновка), уже Джанкойского района, переименовали в Мирновку. В 1951—1962 годах село входило отделением в совхоз «Семенной». 26 апреля 1954 года Крымская область была передана из состава РСФСР в состав УССР. В 1962 году был образован совхоз «Мичуринец». Время включения в Выселковскский (с 1963 года — Днепровский) сельсовета пока не выяснено: на 15 июня 1960 года село уже числилось в его составе, в 1979 году центр совета был перенесён в Мирновку. По данным переписи 1989 года в селе проживало 1319 человек. С 12 февраля 1991 года село в восстановленной Крымской АССР, 26 февраля 1992 года переименованной в Автономную Республику Крым. С 21 марта 2014 года в составе Крыма аннексирована Россией.

## СельцоАлександровское
Располагалось на месте Мирновки, обозначено на картах 1836, 1842 и 1865 года. На карте с корректурой 1876 года на его месте хутор Мирнова.

## Хутор Джургунь
Немецкий хутор, располагавшийся в нескольких километрах к западу от села. Время возникновения не выяснено, согласно Списку населённых пунктов Крымской АССР по Всесоюзной переписи 17 декабря 1926 года, хутор Джургунь-Мирновка, с населением 8 человек, все немцы, числился в составе Марьинского сельсовета Джанкойского района. Дальнейшая история пока не установлена.